# Гаапавесі
Гаапавесі (фін. Haapavesi — місто в провінції Північна Пох'янмаа в губернії Оулу.
Населення міста 7 395 осіб (2010); загальна площа 1 873,38 км² з яких площа водної поверхні — 36,57 км². Щільність населення — 7,04 осіб /км².